# Вирско море
Вирско море је мало море у оквиру Јадрана. Налази се у Хрватској, северозападно од Задра. Смештено је између острва Силба, Олиб, Маун, Вир, Сеструњ, Молат и Ист. Захвата површину од око 80 км². Задарским и Пашманским каналом повезано је са Муртерским морем, а преко Похлибског канала комуницира са Кварнерићем. Име је добило према острву Вир које се налази у североисточном делу.